# Ulica Opolska w Katowicach

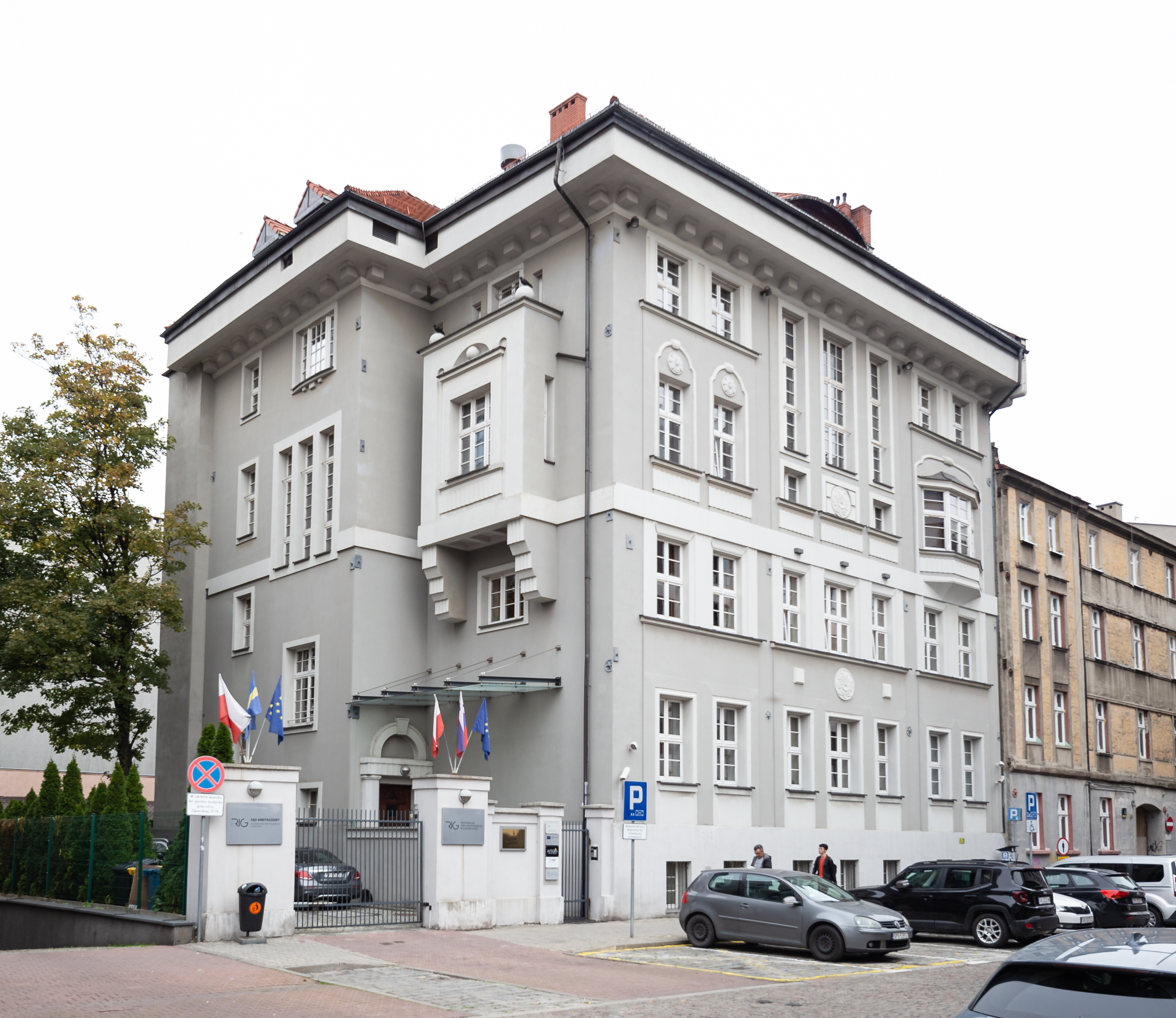
Budynek przy ul. Opolskiej 15 (2023)

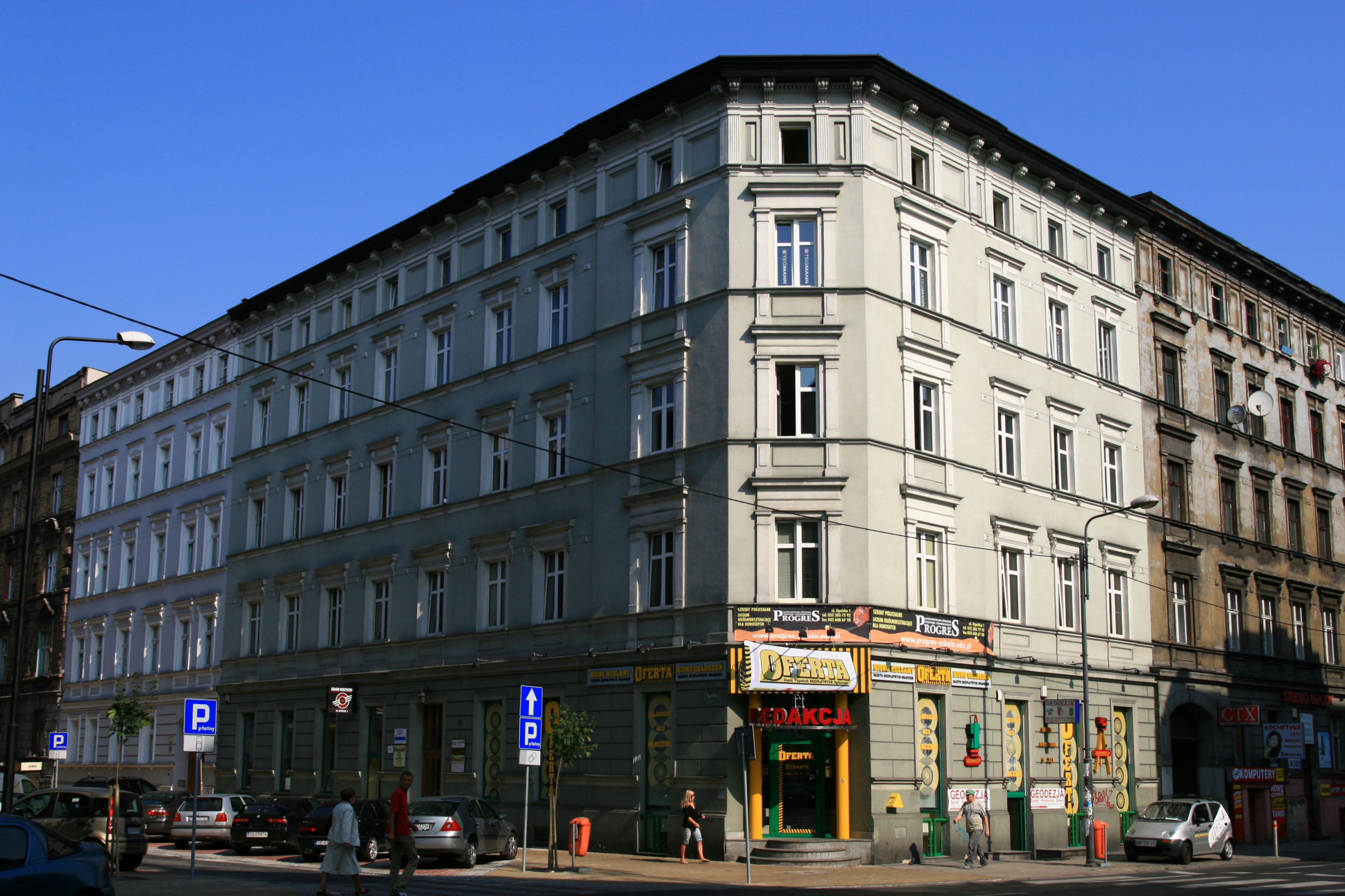
zabytkowa kamienica przy ul. Opolskiej 1 (róg z ul. Juliusza Słowackiego) (2008)

Ulica Opolska w Katowicach – jedna z ulic w katowickiej dzielnicy Śródmieście.

## Opis
W okresie Rzeszy Niemieckiej (do 1922) i w latach niemieckiej okupacji Polski (1939–1945) ulica nosiła nazwę Goethestraße. W latach międzywojennych 1922-1939 ulica Opolska. Po wojnie powrócono do nazwy ul. Opolska obowiązującej od 1945 do 1946. Od 11 października 1946 przez cztery dni ul. Henryka Sławika, następnie ul. Karola Liebknechta, od 1990 ponownie ul. Opolska.
Rozpoczyna swój bieg od ul. Juliusza Słowackiego, krzyżuje się z ul. Sokolską, ul. Króla Jana III Sobieskiego, ul. Dąbrówki. Przy ul. F. Grundmanna (tzw. obwodnica śródmiejska) kończy swój bieg. W dwudziestoleciu międzywojennym na rogu ul. Dąbrówki i ul. Opolskiej funkcjonował zakład mleczarski. W 2011 wyburzono zabudowania tzw. Załęskiego Przedmieścia (niem. Zalenzer Vorstadt), pochodzące z XIX wieku, zlokalizowane w rejonie ul. Dąbrówki, ul. Opolskiej i ul. Gliwickiej.
Przy ulicy Opolskiej znajdują się następujące zabytkowe kamienice z końca XIX i początku XX wieku i inne obiekty historyczne:
- narożna kamienica (ul. Dąbrówki 9, róg z ul. Opolską), wzniesiona pod koniec XIX wieku, przebudowana na początku XX wieku;
- narożna kamienica miejska (ul. Opolska 1, ul. J. Słowackiego 25)[10];
- narożna kamienica mieszkalna (ul. Opolska 2, ul. J. Słowackiego 27)[10];
- kamienica mieszkalna (ul. Opolska 3)[10];
- kamienica mieszkalna (ul. Opolska 4)[10];
- kamienica mieszkalna (ul. Opolska 5)[10];
- kamienica mieszkalna (ul. Opolska 6)[10];
- kamienica mieszkalna (ul. Opolska 7)[10];
- narożna kamienica mieszkalna (ul. Opolska 8, ul. Sokolska 5)[10];
- kamienica mieszkalna (ul. Opolska 11), wzniesiona na początku XX wieku w stylu modernizmu[10];
- zabytkowa kamienica (ul. Opolska 15), wpisana do rejestru zabytków (nr rej.: A/866/2021[11] z 11 sierpnia 1992[12]); wzniesiona w 1924 według projektu Rudolfa Fischera, w stylu uproszczonego historyzmu lat dwudziestych, w typie willi miejskiej, przed wojną siedziba biskupów górnośląskich, siedziba przedstawicielstwa handlowego NRD wraz z przedstawicielstwem terenowym Stasi oraz placówka cenzury (do 1990), Socjaldemokracja RP, Regionalna Izba Gospodarcza (od 1997)[13][14];
- kamienica mieszkalna (ul. Opolska 18), wzniesiona w dwudziestoleciu międzywojennym w stylu funkcjonalizmu[10];
- zespół dawnych Zakładów Graficznych (ul. Opolska 22)[15], wzniesiony w latach trzydziestych XX wieku w stylu modernizmu, przebudowany w latach pięćdziesiątych XX wieku[10]; obecnie obiekty zaadaptowano na pomieszczenia biurowe (kompleks centrum konferencyjnego "Opolska 22").

Swą siedzibę mają tu (stan na 2011): firmy handlowe, Centrum Badań Klinicznych, DK Finace Center, klub muzyczny Spiż, klub Garage, redakcja śląskiego tygodnika Oferta, Ogólnopolski Ośrodek Rozwoju Zawodowego Progres, Instytut Badania Opinii i Rynku Pentor S.A., NZOZ Śląskie Centrum Osteoporozy, Górnośląskie Stowarzyszenie Diabetyków, oddział firmy Altkom Akademia S.A., Regionalna Izba Gospodarcza, oddział Urzędu Dozoru Technicznego, Kompleks OPOLSKA 22 – Centrum Konferencyjne. Ulicą na odcinku pomiędzy ulicami Dąbrówki a F.W. Grundmanna kursują autobusy na zlecenie Zarządu Transportu Metropolitalnego (ZTM).